# پورشه ۹۱۱ آراس‌آر-۱۹
پورشه ۹۱۱ آراس‌آر-۱۹ یک خودروی مسابقه‌ای است که توسط پورشه برای رقابت در کلاس لمانز جی‌تی‌ای مسابقات جهانی استقامتی و سری مسابقات لمانز اروپایی در کلاس جی‌تی لمانز و برای مسابقات قهرمانی خودروهای ورزشی ایمسا طراحی شده است. این خودرو جایگزین نسخه قبلی پورشه ۹۱۱ آراس‌آر (۲۰۱۷) شده است. این خودرو اولین مسابقه خود را در مسابقات سیلورستون ۴ ساعته ۲۰۱۹ انجام داد. این خودرو در جشنواره سرعت گودوود ۲۰۱۹، در دروازه زمان‌بندی پیست هیل‌کلایمب، درست چند لحظه قبل از اولین اجرای عمومی‌اش، با رانندگی جیانماریا برونی رونمایی شد.

## توسعه
در سال ۲۰۱۷ مشخص شده بود که پورشه ۹۱۱ آراس‌آر-۱۹ از سال ۲۰۱۷ در حال توسعه بوده است. در سپتامبر سال ۲۰۱۸، تصاویر جاسوسی از خودروی جدید پورشه در مجله اتومبیل آلمانی اتو موتور و ورزش منتشر شد که خودرو را در در مسیر تست مرکز توسعه پورشه نشان می‌داد. همچنین شایعات اولیه مبنی بر اینکه این خودرو توربوشارژ خواهد بود نیز منتشر شد. در مارس ۲۰۱۹، یک تست استقامتی ۳۰ ساعته در پیست پل ریکارد، فرانسه برگزار شد.